# Minettia fumipennis
Minettia fumipennis är en tvåvingeart som beskrevs av Axel Leonard Melander 1913. Minettia fumipennis ingår i släktet Minettia och familjen lövflugor.
Artens utbredningsområde är Kalifornien. Inga underarter finns listade i Catalogue of Life.